# Russell Henry Chittenden
Russell Henry Chittenden (* 18. Februar 1856  in New Haven, Connecticut; † 26. Dezember 1943 in New Haven, Connecticut) war ein US-amerikanischer Physiologe und Chemiker (Physiologische Chemie). Er gilt als Vater der Biochemie in den USA.

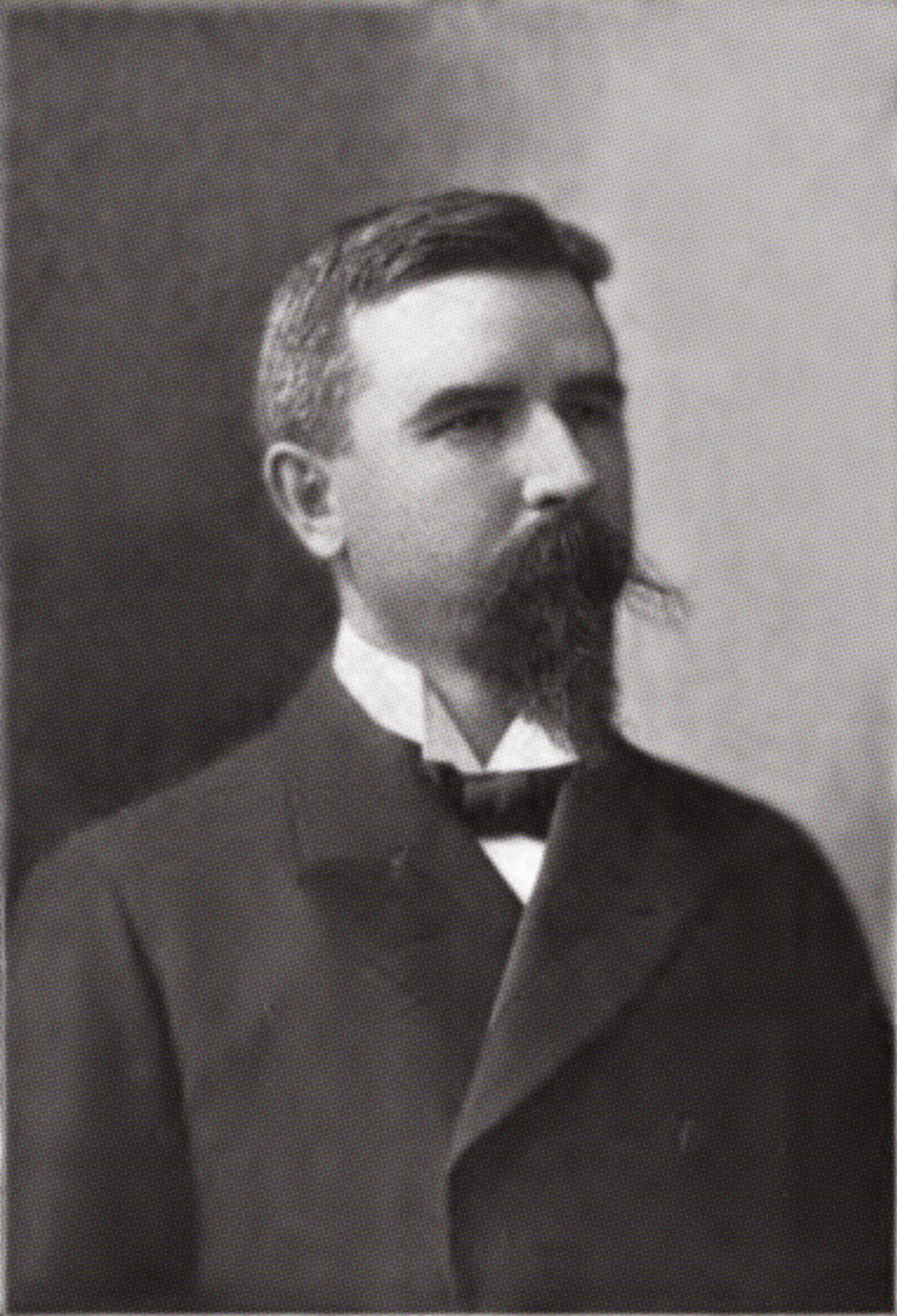
Russell Henry Chittenden

Chittenden, dessen Vater eine Fabrik leitete, studierte ab 1872 Medizin an der Yale University (Sheffield Scientific School), machte 1875 seinen Abschluss in Physiologischer Chemie und setzte sein Studium 1878/79 in Heidelberg fort. 1880 wurde er in Yale promoviert (Betreuer der Arbeit war Wilhelm Kühne in Heidelberg) und war ab 1882 Professor für Physiologische Chemie in Yale. 1889 wurde er Direktor der Sheffield Scientific School in Yale und 1922 wurde er emeritiert. Ab 1900 war er auch Professor für Physiologie an der Yale School of Medicine.
1898 bis 1903 hielt er auch Vorlesungen in Physiologischer Chemie an der Columbia University.
Er wies als Erster 1875 die Aminosäure Glycin im Körper nach (im Muskel von Muscheln), befasste sich mit dem Protein-Stoffwechsel (Enzyme, die Proteine spalten, täglicher Proteinbedarf des Menschen, den er bei 50 Gramm pro Tag ansetzte u. a.), der Physiologie der Verdauung, Ernährungsfragen und mit Toxikologie (u. a. Alkohol und Metalle).
Er war Mitglied der American Academy of Arts and Sciences (1912), der National Academy of Sciences (1890) und der American Philosophical Society. Er war 1887 Gründungsmitglied der American Physiological Society und war 1895 bis 1904 deren Präsident.
Sein Haus in New Haven ist ein National Historic Landmark.

## Schriften
- The development of physiological chemistry 1930
- Digestive Proteolysis and Physiological Economy in Nutrition, New York 1905
- weitere Bücher von Russell Henry Chittenden im Internet Archive